# Conrado Meseguer
Conrado Meseguer (Sueca, la Ribera Baixa, 1946 - Bétera, Camp de Túria, 12 de gener de 2017) va ser un pintor, il·lustrador i escultor suecà.
Va estudiar a l'escola superior de Belles Arts de València.
Va exposar a Sueca, València o a Madrid el 1983.
La seva pintura era de temàtica valenciana, sent algunes de les seves obres: Llauradors, Xaruga ab tres animals, Animal enganzat al forcat o El descans de migdia. Té obres exposades a diferents llocs, com Bètera, Madrid o València.
El 2010 va crear la fundació Salvador Tatay Meseguer a Bètera. L'ajuntament de Sueca el va nomenar fill predilecte el 12 de setembre de 2013, per la seva trajectòria professional i artística.
El 2017 es crea un conte sobre la seva vida i obra amb el títol de L'home dels pinzells de l'editorial Reclam